# Enchentes e deslizamentos no Rio de Janeiro em 2010
Os desastres naturais no Rio de Janeiro em abril de 2010 referem-se às fortes chuvas, inundações e deslizamentos de terra que iniciaram na noite de segunda-feira, 5 de abril de 2010, em vários municípios do Rio de Janeiro.

## Acontecimentos
A chuva no Rio começou no final da tarde do dia 5 de abril. Os motoristas que saíam do trabalho e tentavam passar por trechos alagados ficavam presos no engarrafamento. Muitos deles foram obrigados a abandonar os carros e procurar abrigo em local seguro. Os bombeiros chegaram a usar botes salva-vidas para resgatar pessoas que ficaram presas com o transbordamento do Rio Maracanã.
Muita gente ficou sem condições de ir para casa porque a Avenida Brasil, principal ligação do centro com as zonas norte e oeste do Rio de Janeiro ficou com vários bolsões d'água. O temporal veio acompanhado de uma ventania, que chegou a registrar mais de 70 quilômetros por hora na altura do Forte de Copacabana.[carece de fontes?]
Na terça-feira, 6 de abril, as escolas das redes municipal e estadual, as universidades e a maior parte dos estabelecimentos da rede particular suspenderam as aulas. As atividades escolares também foram suspensas em todas as unidades de ensino técnico e profissionalizante da Fundação de Apoio à Escola Técnica do Estado do Rio de Janeiro (Faetec), segundo nota divulgada pela entidade.[carece de fontes?]
Vários órgãos públicos e grandes empresas, públicas e privadas, também pararam as atividades administrativas ou tornaram o ponto facultativo, porque os diversos pontos de alagamento, em todas as áreas da cidade, impedem o deslocamento de funcionários até o trabalho.
Na quarta-feira, 7 de abril, as 22h00, um novo deslizamento ocorreu na cidade de Niterói, soterrando cerca de 40 casas. Bombeiros estimam que cerca de 200 corpos estão soterrados no local do deslizamento.
Na quinta-feira, 8 de abril, por volta das 16h00,houve um pequeno deslizamento,soterrando 4 casas no Rio de Janeiro.
Segundo especialistas, foi a pior enchente do estado em 46 anos (a pior anterior tendo sido registrada em 1964). Um índice pluviométrico excessivo, somado à maré alta, teriam sido os responsáveis pela erosão de encostas e pela demora no escoamento das águas.

## Danos e mortes

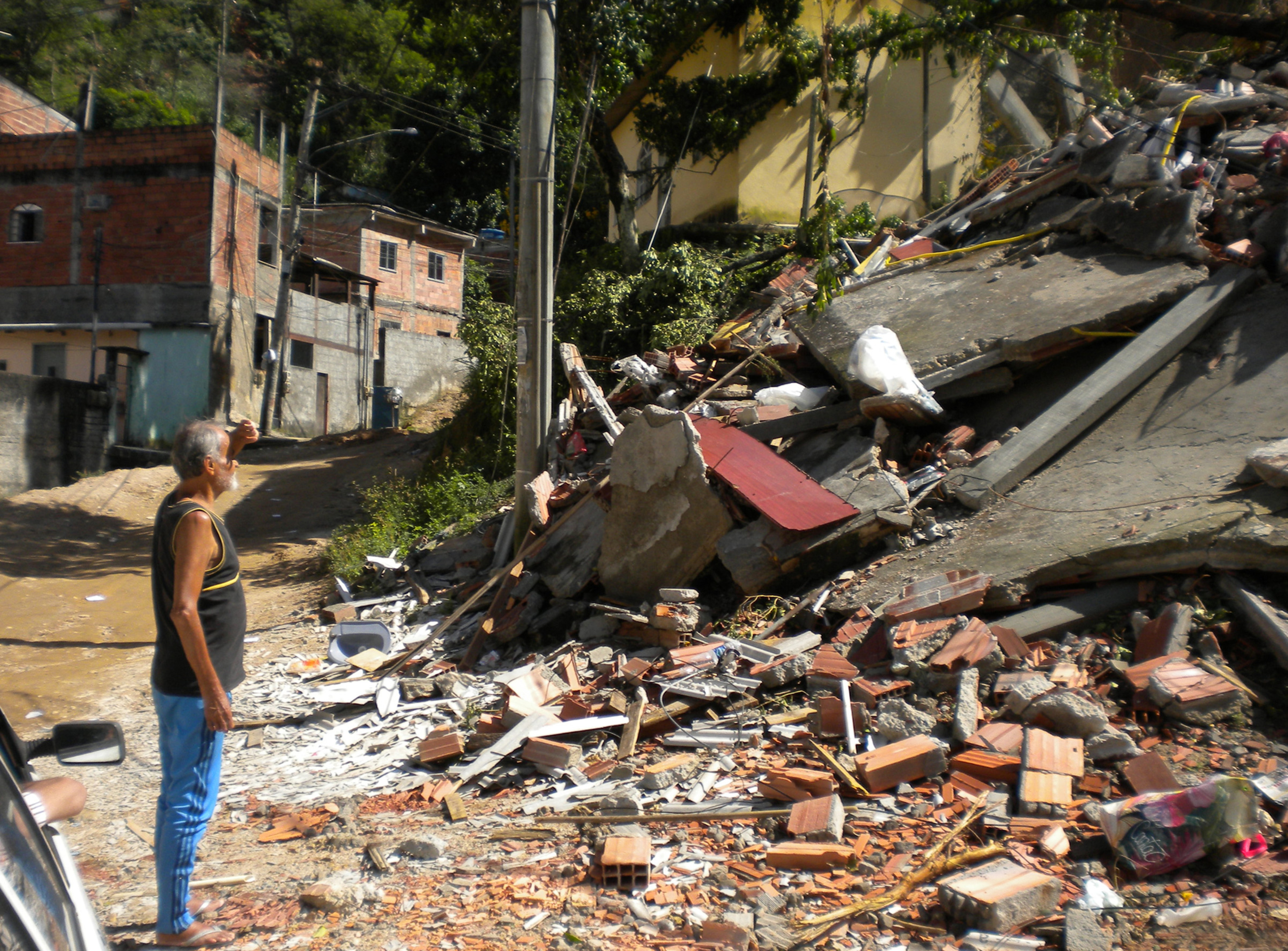
Morador de São Gonçalo diante de sua residência destruída na tempestade.

Há ainda mais de 150 áreas de risco de deslizamento de terra em todo o estado do Rio de Janeiro.[carece de fontes?] Várias famílias estão desalojadas e há mais de 180 imóveis interditados e 54 pessoas desaparecidas.
A inundação afetou particularmente a cidade do Rio de Janeiro, com 48 mortes, e nos arredores, notificados nos municípios de Niterói com 105 vítimas mortais, São Gonçalo, 16 mortos, Nilópolis, Petrópolis, Magé e Engenheiro Paulo de Frontin, com uma morte cada.
O prefeito do Rio de Janeiro, Eduardo Paes, pediu uma ajuda de 370 milhões de reais ao Governo Federal, para recuperar a cidade dos transtornos que a chuva causou. Em Niterói, foi pedido um valor entre 15 e 20 milhões de reais.

## Ocupação de áreas de risco
Um dos locais mais gravemente afetados por deslizamentos foi o morro do Bumba, em Niterói. O morro é de fato um lixão, desativado desde 1981. Num filme de 1980, de autoria de Ronaldo German, são mostrados os caminhões constantemente trazendo lixo sem nenhum tratamento, o que ocorreu por aproximadamente 15 anos.
Desde sua desativação, na elevação formada pela acumulação de resíduos, foram construídas habitações. Desde o início dos anos 2000, já vinham sendo registrados deslizamentos de terras e desabamentos de casas nessa área instável e contaminada.  Todavia, a expansão do assentamento foi tolerada e mesmo estimulada pelo Poder Público municipal, que, em 1996, realizou obras de urbanização sobre terrenos onde nada deveria ser construído. Os riscos para a população eram conhecidos. Além da instabilidade do terreno, a decomposição do lixo resulta na produção de metano (com risco de explosões) e de chorume - o percolado tóxico. No morro do Bumba, casas, reservatórios de água e lixo compartilham o mesmo espaço.  No entanto, as casas no Morro do Bumba, soterradas pelos deslizamentos de terras, nem sequer estavam na lista das moradias consideradas em áreas de risco pela prefeitura local.
Segundo o coordenador do grupo de análise de risco tecnológico e ambiental da Coppe/UFRJ, engenheiro Moacyr Duarte, o solo do Morro do Bumba estava saturado e nada seria capaz de evitar o desmoronamento. O especialista recomenda a implementação de medidas preventivas, pelo Poder Público - remoção de famílias em áreas de risco, impedimento da ocupação de encostas e recomposição da cobertura vegetal. "Existem outros terrenos, que não são lixões, e que também estão em risco. É um processo cumulativo. Não é por falta de conhecimento técnico que aconteceu esta tragédia", conclui.
A Prefeitura de Niterói pagou e ignorou uma análise encomendada, no ano de 2004, à equipe de geólogos da Universidade Federal Fluminense (UFF), cujo relatório coordenado pelo geólogo Adalberto da Silva chamava atenção para o Morro do Bumba.
Segundo o oceanógrafo David Zee, professor da Universidade Gama Filho e UERJ, classificou o ocorrido como resultado de mudanças climáticas globais que têm efeitos locais. De acordo com o cientista, o desvio do córrego de Guararapes foi um fator fundamental para a série de deslizamentos. O córrego foi desviado para um desenvolvimento imobiliário privado no pico do morro. Desde então, a água vazando tem sido gradualmente filtrada, colaborando para a erosão do solo.
O geógrafo Marcelo Motta, fazendo de um grupo de trabalho chamado pela prefeitura de Niterói para analisar as causas do deslizamento no Morro do Bumba, afirmou que a presença do lixo foi fundamental para a escala do incidente.
No Morro do Urubu, em Pilares, zona norte do Rio de Janeiro, cerca de 250 famílias ficaram desabrigadas após a desocupação de suas casas em áreas atingidas por deslizamentos ou que corriam risco iminente. A partir do domingo, 11 de abril de 2010, construções de risco na região começaram a ser demolidas. Os moradores atingidos ocuparam casas de parentes ou foram para a Escola Maranhão, próxima à comunidade.
Nota: Equipe de geólogos da PUC, após analisar detidamente o local, verificou que não houve afundamento do terreno sobre o qual as casas foram construídas (antigo lixão), como se pensou a princípio, mas soterramento por desabamento de uma encosta próxima.